# Morris Fifteen
La Fifteen è un'autovettura di medie dimensioni prodotta dalla Morris dal 1934 al 1937. Il modello era conosciuto anche come Morris 15/6 e Morris 15.9.
La Fifteen, che successe alla Major 6, aveva in dotazione un motore a sei cilindri in linea e valvole laterali da 1.938 cm³ di cilindrata. 
Il modello era disponibile con un solo tipo di carrozzeria, berlina quattro porte. Nel 1937 la Fifteen venne tolta di produzione e fu sostituita dalla 14/6.